# هوراشيو نيلسون بول
هوراشيو نيلسون بول (بالإنجليزية: Horatio Nelson Poole)‏ هو رسام وفنان أمريكي، ولد في 16 يناير 1884 في هادونفيلد في الولايات المتحدة، وتوفي في 4 يوليو 1949 في سان فرانسيسكو في الولايات المتحدة.

## معرض صور

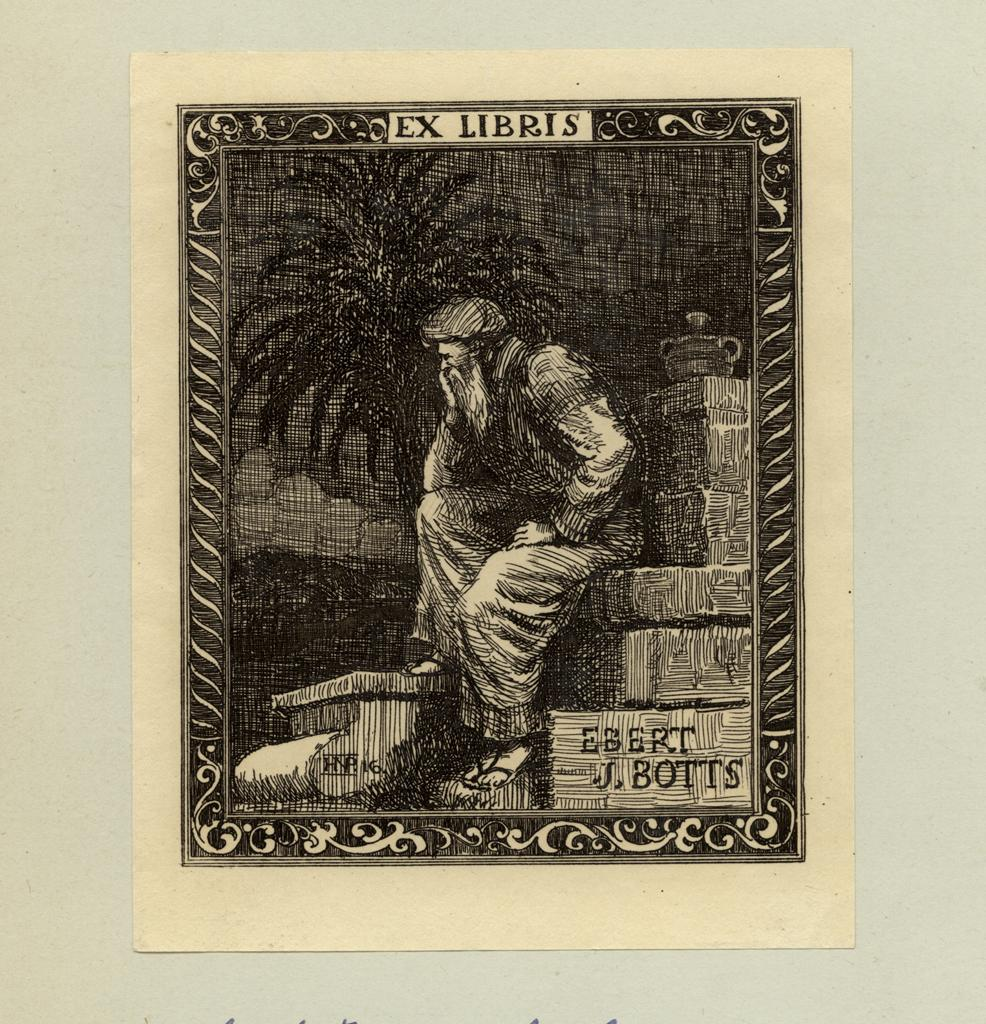
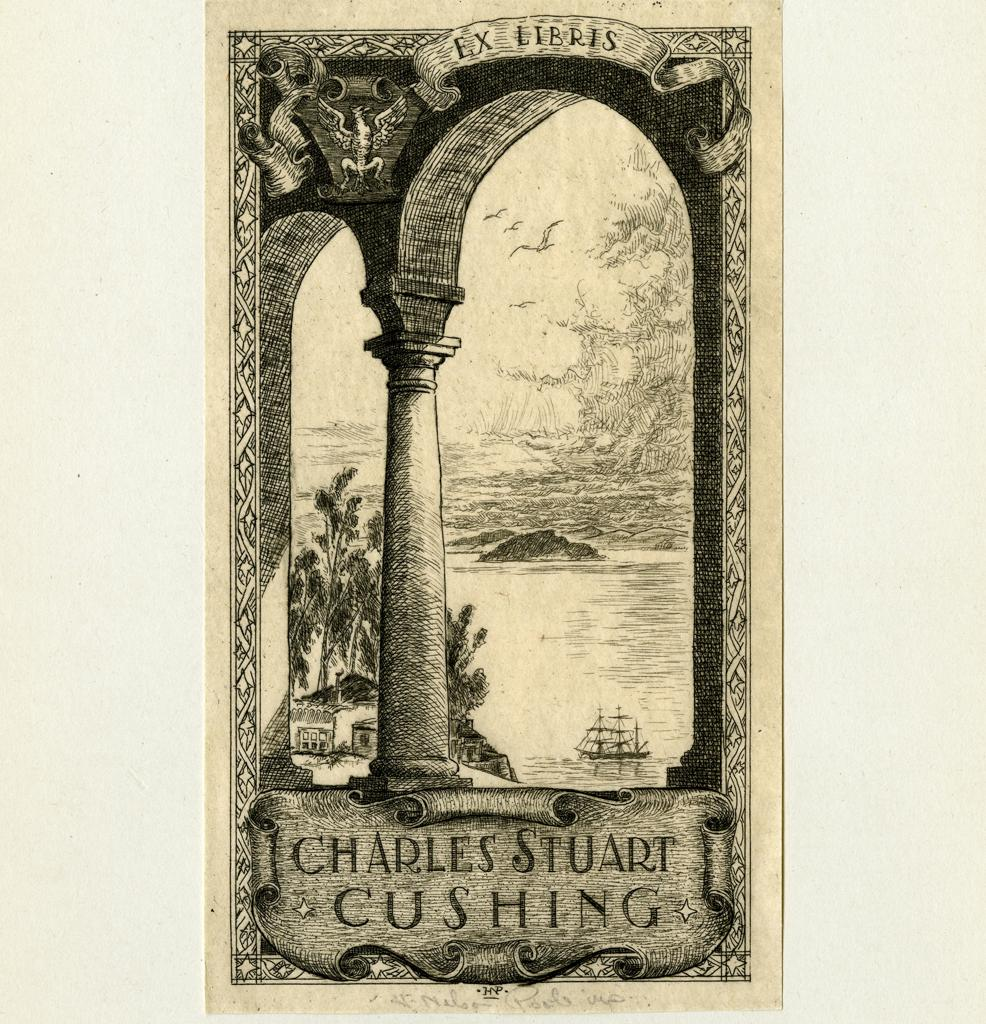
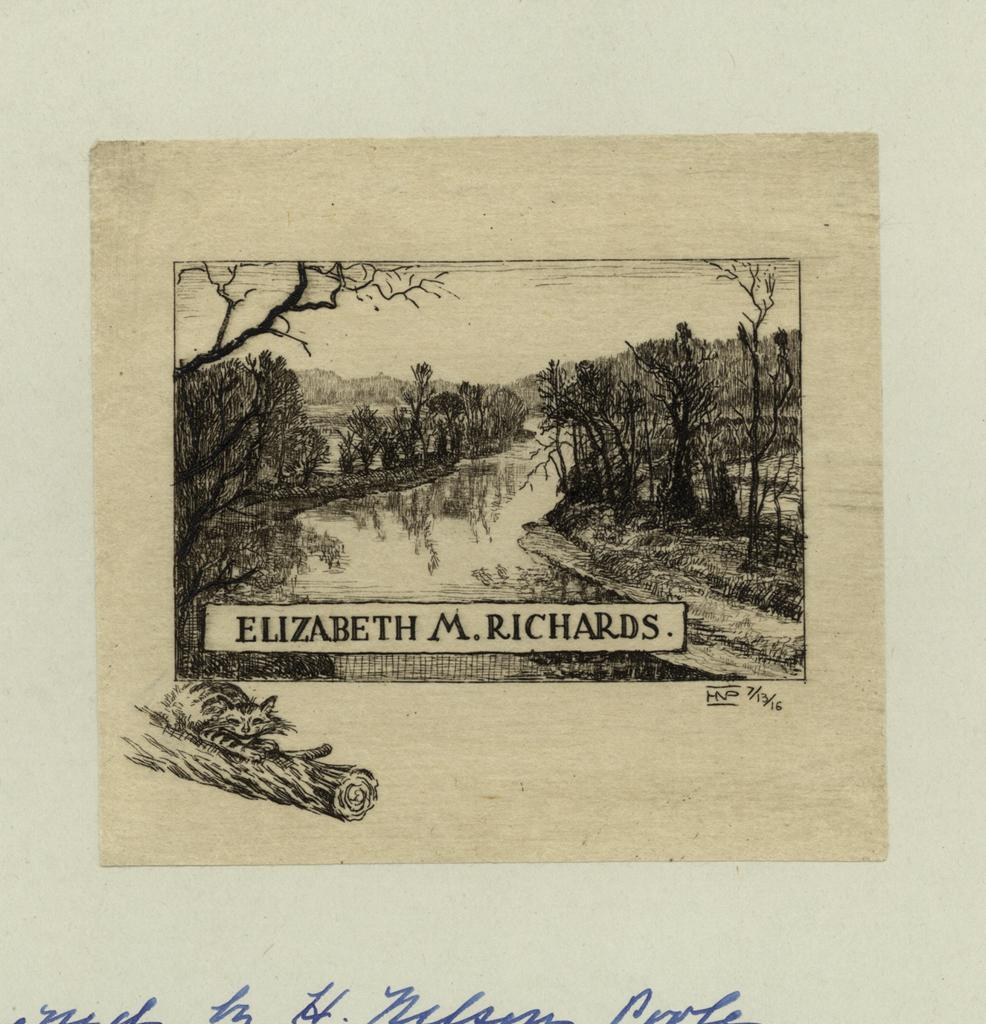